# Sabicea bariensis
Sabicea bariensis är en måreväxtart som beskrevs av Julian Alfred Steyermark. Sabicea bariensis ingår i släktet Sabicea och familjen måreväxter. Inga underarter finns listade i Catalogue of Life.